# De kruisiging van Petrus (Michelangelo)
De kruisiging van Petrus is een fresco van de Italiaanse kunstschilder en beeldhouwer Michelangelo (1475-1564) in de Cappella Paolina in het Apostolisch Paleis in Vaticaanstad. Het is zijn laatste geschilderde werk. Michelangelo schilderde het tussen 1546 en 1550, na de voltooiing van De bekering van Paulus, in opdracht van paus Paulus III, die vond dat alleen Michelangelo de kapel mocht decoreren.
De beide schilderingen zijn lang niet erg gewaardeerd en naar waarde geschat, vergeleken bij het andere werk van Michelangelo in het Vaticaan. De kunstenaar concentreerde zich aan het eind van zijn leven op de menselijke figuren. Alle overige decoratie liet hij achterwege. Zo is er is vrijwel geen natuur te zien op beide werken. Deze schilderingen waren daarmee voorlopers van het werk van Caravaggio, wiens versie van de kruisiging van Petrus dan ook sterk lijkt op dit werk van Michelangelo.
In 2009 werd een lange restauratie van beide fresco's voltooid. De Cappella Paolina, waar beide schilderingen zich bevinden, is zelden open voor het grote publiek, hoewel vrijwel naast de Sixtijnse kapel gelegen.
Beeldhouwwerk: Madonna della scala (ca. 1491) · Strijd van de centauren (1492) · Crucifix (1492) · Sint Proculus · Sint Petronius · Bacchus (1497) · Pietà (ca. 1498-1499) · Madonna met kind (1501-1504) · David (ca. 1501-1504) · Tondo Pitti (1503) · Beelden van Paulus en Petrus op het Piccolomini-altaar, 1503 en 1504 · Tadei Tondo (1504-1506) · Matteüs (1505) · Mozes (1513-1516) · Rebellerende Slaaf (ca. 1513) · Stervende Slaaf (ca. 1513) · Cristo della Minerva (1515-1521) · Nieuwe Sacristie · Giuliano de' Medici · de Dag · de Nacht · Lorenzo de'Medici · de Ochtend · de Avond · De Medici Madonna · Jonge Slaaf (1520-1523) · Atlas Slaaf (1520-1523) · Bebaarde Slaaf (1520-1523) · Ontwakende Slaaf (1520-1523) · Apollo (1530) · Hurkende jongen (1530-1534) · De Overwinning (1532-1534) · Brutus (1540) · Florence Pietà (1547-1553) · Rondanini Pietà (1550-1564) 

Schilderij: De Verzoeking van de H. Antonius (1487-1488) · Madonna met kind en St.-Johannes en de engelen (ca. 1497) · De Graflegging (1500-1501) · Tondo Doni (ca. 1504) · Plafond van de Sixtijnse Kapel (1508-1512) · Het laatste oordeel (1541) · De bekering van Paulus (1542-1545) · De kruisiging van Petrus (1546-1550) 

Architectuur: Biblioteca Medicea Laurenziana (Florence, 1525) · Piazza del Campidoglio (Rome, 1536-1546) · Koepel van de Sint-Pietersbasiliek (Rome, 1546-1564) · Santa Maria degli Angeli e dei Martiri (Rome, 1561) · Porta Pia (Rome, 1564)